# Uma Estrela pra Ioiô
Uma Estrela pra Ioiô é um filme curta-metragem dirigido por Bruno Safadi. Foi lançado em 2003, e tem aproximadamente 15 minutos.

## Enredo
Gira em torno do desejo do personagem Antônio Cleide, interpretado por Gustavo Falcão, de compensar a frustração de não poder oferecer uma vida melhor à sua namorada, a prostituta Ioiô, vivida por Mariana Ximenes. Uma chance imperdível surge quando um vendedor (o diretor Ivan Cardoso em sua estreia como ator de curtas metragens) aparece no Rio de Janeiro oferecendo as estrelas do céu com certificado e tudo.

## Elenco
- Mariana Ximenes....Ioiô
- Gustavo Falcão....Antônio Cleide
- Ivan Cardoso....Vendedor de estrelas
- Eduardo Viana....Fiel escudeiro
- Ana Abbott....Carlinha
- Fábio Lago....Fabão
- Nina Morena....Nina
- Alice Gomez....Lucinha

## Prêmios
- Melhor Filme - Júri Popular no CineEsquemaNovo - Festival de Cinema de Porto Alegre 2004

- Melhor Filme no Festival de Cinema Luso-brasileiro de Santa Maria da Feira 2004

- "Destaque em Contribuição Técnica" no Festival Brasileiro de Cinema Universitário 2004